# Tvarditsa (Bourgas)
Pour les articles homonymes, voir Tvarditsa.
Tvarditsa est un village bulgare de l’obchtina de Bourgas, situé dans l’oblast de Bourgas.